# Войшвилло, Евгений Казимирович
Евге́ний Казими́рович Войшви́лло (14 сентября 1913, Владивосток, Российская империя — 18 декабря 2008, Москва) — советский и российский философ, логик, доктор философских наук (1967), профессор МГУ имени М. В. Ломоносова (1968). Лауреат Ломоносовской премии I-й степени (1992). Заслуженный профессор МГУ имени М. В. Ломоносова. Ветеран Великой Отечественной войны, фронтовик.

## Биография
- Родился в семье рабочих. В 1934 окончил Пермский металлургический техникум по специальности «Сталеварение». В том же году поступил на механико-математический факультет Казанского государственного университета им. Ульянова-Ленина, после окончания которого (1939) был рекомендован в аспирантуру, но из-за конфликта в университете не был в неё принят.
- В 1941 г. по распределению направлен на работу учителем математики в среднюю школу Хабаровска, затем стал её директором.
- В 1943 г. призван в армию. После демобилизации вернулся в Пермь, где преподавал Историю ВКП(б) в педагогическом институте.
- В 1946 г. учился на Всесоюзных курсах по подготовке преподавателей логики у В. Ф. Асмуса, П. С. Попова, С. Н. Виноградова, после окончания которых рекомендован в аспирантуру Академии общественных наук при ЦК ВКП(б).
- Окончив аспирантуру, защитил в 1949 г. кандидатскую диссертацию по философии на тему «Критика „логики отношений“ как релятивистского направления в логике» (руководитель П. С. Попов). С этого же года работает преподавателем кафедры логики философского факультета МГУ имени М. В. Ломоносова, на момент смерти он был в звании профессора. Константин Крылов вспоминал, что Войшвилло был секретарем партбюро, называл его "культовой фигурой"[1].
- В 1967 г. Е. К. Войшвилло защитил докторскую диссертацию по теме «Понятие как форма мышления».

Е. К. Войшвилло был активным участником дискуссий о предмете логики конца 1940-х — начала 1950-х гг. В 1960-е гг. сосредоточил свои интересы на разработке двух проблемных областей:
- исследованиях прикладных аспектов логики, прежде всего, применительно к описанию и оптимизации релейно-контактных электрических схем;
- анализе средствами логики естественного языка.

Впоследствии разрабатывал темы, связанные с релевантной логикой, теорией понятия, логикой научного познания, теорией натурального вывода, модальной логикой и силлогистикой.
- В 1992 г. Евгений Казимирович был удостоен премии имени М. В. Ломоносова первой степени за работу «Понятие как форма мышления. Логико-гносеологический анализ».
- Скончался 18 декабря 2008 года в возрасте 95 лет, похоронен на Хованском кладбище Москвы[2].

## Основные научные результаты
На кафедре, где более полувека проработал Е. К. Войшвилло, основные полученные им результаты характеризуют так:
- с использованием аппарата символической логики разработал современную теорию понятия;
- построил логико-алгебраический аппарат анализа мостиковых схем и их минимизации;
- дал точную экспликацию семантическому понятию информации;
- разработал формализованный язык, приближенный к естественному — модификацию языка логики предикатов за счёт введения специфицированных переменных (понятийных конструкций);
- предложил семантику обобщенных описаний состояний для первопорядкового фрагмента релевантной системы E и «семантику ослаблений» для полной системы E;
- создал оригинальную разновидность систем натурального вывода — исчисления с зависимостями формул вывода от допущений, построил соответствующие натуральные варианты классических исчислений, релевантных систем R и E, модальной системы S4;
- осуществил ряд философско-методологических приложений релевантной логики, связанных с уточнением понятий закона науки, научного объяснения, существенного признака, диспозиционного предиката, контрфактического высказывания и др.;
- построил «содержательные» семантики для ряда систем модальной логики, использующие в качестве базисного понятие описания состояния;
- предложил оригинальный вариант модальной силлогистики, основанный на интерпретации высказываний с модальностями de dicto и de re в рамках кванторной релевантной логики второго порядка[3].

## Научные труды
- Философско-методологические аспекты релевантной логики. — М. : Изд-во МГУ, 1988. — 139,[1] с. — ISBN 5-211-00019-6
- Понятие как форма мышления: логико-гносеологический анализ. — М.: Изд-во МГУ, 1989. — 239 с.
- Символическая логика : Классич. и релевантная : Филос.-методол. аспекты : [Учеб. пособие для филос. фак. ун-тов]. — М. : Высш. шк., 1989. — 149,[1] с. — ISBN 5-06-001417-7
- Логика как часть теории познания и научной методологии : [В 2 кн.] / Е. К. Войшвилло, М. Г. Дегтярев. — М. : Наука, 1994.